# Розум і почуття (телесеріал, 1981)
«Розум і почуття» (англ. Sense and Sensibility) — телевізійна адаптація BBC роману Джейн Остін «Чуття і чуттєвість» 1811 року. Сценаристом цього семисерійного серіалу став Александер Барон, а режисером — Родні Беннет. У цій версії не з'являється Маргарет Дешвуд, молодша сестра Елінор та Маріанни.

## У ролях
| Актор             | Персонаж                                     |
| ----------------- | -------------------------------------------- |
| Айрін Річард      | Елінор Дешвуд (англ. Elinor Dashwood)        |
| Трейсі Чайлдс     | Маріанна Дешвуд (англ. Marianne Dashwood)    |
| Боско Гоґан       | Едвард Феррарс (англ. Edward Ferrars)        |
| Роберт Свонн      | полковник Брендон (англ. Colonel Brandon)    |
| Даяна Ферфакс     | місіс Дешвуд (англ. Mrs. Dashwood)           |
| Доналд Даґлас     | сер Джон Міддлтон (англ. Sir John Middleton) |
| Енні Ліон         | місіс Дженнінгс (англ. Mrs. Jennings)        |
| Пітер Вудворд     | Джон Віллоубі (англ. John Willoughby)        |
| Марджорі Бленд    | леді Міддлтон (англ. Lady Middleton)         |
| Пітер Ґейл        | Джон Дешвуд (англ. John Dashwood)            |
| Аманда Боксер     | Фанні Дешвуд (англ. Fanny Dashwood)          |
| Крістофер Браун   | містер Палмер (англ. Mr. Palmer)             |
| Гетті Бейнз       | Шарлотта Палмер (англ. Charlotte Palmer)     |
| Джулія Чемберс    | Люсі Стіл (англ. Lucy Steele)                |
| Піппа Спаркс      | Енн Стіл (англ. Ann Steele)                  |
| Філіп Бовен       | Роберт Феррарс (англ. Robert Ferrars)        |
| Марго Ван де Боро | місіс Феррарс (англ. Mrs. Ferrars)           |

## Зовнішні посилання
- Розум і почуття [Архівовано 7 лютого 2021 у Wayback Machine.] на сайті «BBCOnline» (англ.)
- Розум і почуття [Архівовано 9 липня 2021 у Wayback Machine.] на сайті Screenonline Британського інституту кінематографії